# Kayu Laut
Kayu Laut is een bestuurslaag in het regentschap Mandailing Natal van de provincie Noord-Sumatra, Indonesië. Kayu Laut telt 1401 inwoners (volkstelling 2010).